# Georgetown (Delaware)
Georgetown é uma vila localizada no estado americano de Delaware, no condado de Sussex, do qual é sede. Foi fundada em 1791.

## Geografia
De acordo com o United States Census Bureau, a vila tem uma área de 13 km², onde todos os 13 km² estão cobertos por terra.

### Localidades na vizinhança
O diagrama seguinte representa as localidades num raio de 24 km ao redor de Georgetown.

## Demografia
Segundo o censo nacional de 2010, a sua população é de 6 422 habitantes e sua densidade populacional é de 492 hab/km². É a oitava localidade mais populosa do Delaware. Possui 2 030 residências, que resulta em uma densidade de 155,5 residências/km².